# Cyclophora privataria
Cyclophora privataria är en fjärilsart som beskrevs av Heydemann 1938. Cyclophora privataria ingår i släktet Cyclophora och familjen mätare. Inga underarter finns listade i Catalogue of Life.